# Њеманица
Њеманица је насељено мјесто у општини Источни Стари Град, Република Српска, БиХ. Према попису становништва из 1991. у насељу је живјело 126 становника.

## Становништво
Према попису становништва из 1991. године, мјесто је имало 126 становника.
| Демографија | Демографија | Демографија |
| Година      | Становника  | Становника  |
| ----------- | ----------- | ----------- |
| 1961.       | 245         |             |
| 1971.       | 169         |             |
| 1981.       | 141         |             |
| 1991.       | 126         |             |

## Култура
Њеманица припада парохији у Мокром чије је седиште Црква Успења Пресвете Богородице у Мокром.